# 井上 (百貨店)
株式会社井上（いのうえ）は、長野県松本市深志に本社を置く企業である。かつては百貨店を営業していた。日本百貨店協会加盟。

## 概要
1885年創業。信州・松本を地盤とする老舗百貨店である。もともとは六九町付近に所在したが、現在の駅前付近に移転している。
井上百貨店本店は松本駅より徒歩5分、松本バスターミナルの南西側にあった。本館の西側（駅側）にあった新館とは空中連絡通路で接続されていたが、のちに撤去された。
新館の1・2階は「ベルモール25」という専門店街であったが、井上が2010年3月31日をもって新館から撤退し、新館ビルを所有する会社が経営難に陥ったことからベルモール25も同年5月31日に営業終了した。現在新館には丸善がオープンしている。
井上本店は2025年3月に営業終了予定であることが発表され、予定通り3月31日をもって営業を終了し、140年の歴史に幕を下ろした。営業終了後、店舗は東筑摩郡山形村に所在するショッピングセンター「アイシティ21」に集約された。
2025年4月12日、閉業した元本店近くにある松本ノーサンパーキングビル1階に井上サテライトプラスがオープンした。ここはかつてインテリアショップのイノウエ・アネックスホームズを営業していた場所である。
松本駅前周辺以外の店舗としては、ギフトショップの「ライフ井上穂高店」（安曇野市）、土産物売店の「井上エアポート店」（松本空港内）、前述した「アイシティ21」がある。

## 沿革
- 1885年（明治18年） - 井上与作が呉服店として創業[1]。
- 1950年（昭和25年）3月1日 - 株式会社井上に改組[1]。
- 1979年（昭和54年）4月1日 - 現在地に移転[4]（本館）。
- 2000年（平成12年）10月26日 - 山形村にアイシティ21開店。[5]。
- 2010年（平成22年）
  - 3月31日 - 井上本店新館の営業が終了。
  - 5月31日 - 新館1・2階の専門店街「ベルモール25」が営業を終了。
- 2019年（令和元年）12月11日 - 農産物の共同配送試験「やさいバス」に参加[6]。
- 2025年（令和7年）
  - 3月31日 - この日を最後に井上百貨店本店の営業を終了。アイシティ21に集約する[7]。
  - 4月12日 - 閉業した井上百貨店本店近くに井上サテライトプラスがオープン。

## フロアガイド
井上本店 本館
7階 催し物会場
6階 呉服、宝石、美術、ギフト、寝具、友の会サロン
5階 家庭用品、子供服・子供洋品・ベビー
4階 紳士服･紳士洋品、ゴルフウェア、時計、メガネ
3階 婦人服
2階 婦人服・婦人肌着
1階 服飾雑貨、化粧品、婦人服
B1階 食料品「食鮮館」

## 交通
- 路線バス
  - 松本バスターミナル
- 鉄道
  - JR東日本 松本駅